# Nusa gaerdesi
Nusa gaerdesi är en tvåvingeart som beskrevs av Lindner 1973. Nusa gaerdesi ingår i släktet Nusa och familjen rovflugor.
Artens utbredningsområde är Namibia. Inga underarter finns listade i Catalogue of Life.